# Frederic Muset Ferrer
Frederic Muset Ferrer (Igualada, 8 de julio de 1896 – Barcelona, mayo de 1979) fue un sacerdote, compositor, organista y maestro de capilla español.
En alguna ocasión empleó el seudónimo M. Sigfried.

## Biografía
Fue hermano del escritor y poeta Antoni Muset Ferrer y del músico y compositor Josep Muset Ferrer.
A los ocho años ingresó como cantor en la capilla de música de Santa María de Igualada bajo la dirección de Salvador Puigsec, iniciando así su formación musical. Amplió sus estudios musicales con Il·luminat Saperas y Vicenç M. de Gibert en Barcelona y en Vic, junto con su hermano Josep.
En 1916 fue nombrado organista del Seminario de Barcelona, donde también ejerció el magisterio entre 1918 y 1921. En 1917 fue nombrado de profesor del Colegio de Vocaciones Religiosas de Valencia; en su estancia en esta ciudad, fundó la Schola Cantorum.
Los años entre 1923 y 1925 los vivió en París, como organista y maestro de capilla de Saint-Étienne du Mont y estudiando con Decaux. De vuelta a Barcelona, se fue nombrado maestro de capilla y organista de Santa María del Mar, cargo que ocupó desde 1931 a 1933, aproximadamente.
Durante la Guerra Civil vivió en Valencia (1936-1939); terminada ésta, volvió a establecerse en Barcelona. Entre 1957 y 1979 fue profesor de órgano del Conservatorio de Música del Liceo.
Falleció en Barcelona en mayo de 1979.

## Obra
Publicó Canciones populares catalanas, con armonizaciones para piano.  Compuso más de 20 misas, una treintena de antífonas (salves y avemaria), una veintena de gozos, dos obras de teatro lírico para coro y orquesta, y muchas otras composiciones, la mayoría de carácter religioso.
El fondo documental de Frederic Muset se conserva en la Biblioteca de Cataluña.

### Obra secular (selección)
- Los amantes de Teruel (1939), para gran orquesta, coro a seis voces, quinteto vocal solista y rapsoda. Basado en la obra de Tirso de Molina.
- El fantasma de la cumbre, para coros y orquesta, obra para la escena con libreto de Joaquim Civera y Sormaní.
- Finales: número 23, para órgano
- Il·lustracions musicals adaptades a la rondalla "El Comte d'Oliver" (1917), para violín, violonchelo y piano.
- Marcha nupcial para gran orquesta (1941), dedicada al compositor Joan Pich y a Maria Escrihuela.
- Offertorium para grande orquesta (1944).

### Misas (selección)
- Misa Adoramus te Christe (1944), para cuatro voces mixtas y gran orquesta u órgano.
- Misa In honorem Beatæ Mariæ Virginis de Montserrato, Cathaloniæ Patronæ Principalis (1935), para varias voces y órgano.
- Misa In honorem Beatæ Mariæ Virginis in Expectatione Partus (1933), para cuatro voces mixtas y acompañamiento.
- Misa In honorem Sancti Friderici (1934), para tres voces mixtas y acompañamiento.
- Misa pro Defunctis nº1 cum Sequentia et Exequiis (1935), para tres voces y órgano.
- Misa "Regina Pacis" (1945), para dos voces y órgano.
- Misa Santa Patrona del Gremio de Hostalería (1946), para cuatro voces mixtas con acompañamiento de órgano y orquesta.

### Canciones, motetes, antífonas (selección)
- Con letra de Jacinto Verdaguer: A la Inmaculada (1944), A la Reina de Catalunya, Maria al Cel guia (1926), canción para tres voces blancas con acompañamiento de armonio.
- Con letra de Joan Maragall: Boscos de Vallvidrera, a cinco voces mixtas (1974), Unes flors que s'esfullen, a cuatro voces mixtas (1974), Jugant, La vaca cega, a seis y ocho voces mixtas (1974).

- A Cristo crucificado, a cuatro voces, con letra de Santa Teresa de Jesús.
- Beata te dicent (1941), para cuatro voces mixtas y órgano.
- Cançó de l'albada, a tres voces y corazón, letra de Antoni Navarro.
- Cançó de l'infant (1920), para seis voces mixtas, premio del concurso literario musical del Seminario Conciliar de Barcelona.
- Cançó de maig, letra de Apeles Mestres
- Cantarcillo, a seis y siete voces mixtas, letra de Lope de Vega.
- Cinc cants a la Mare de Déu de Montserrat (1947), para voces y órgano.
- Dotze cançons per a soprano amb acompanyament de corda, harmònium i piano (1930), con letra de Joan Maragall, Josep Carner, Joaquim Folguera, Joan Roís de Corella, Clementina Arderiu, Josep Maria López-Picó y Josep Maria Rovira i Artigues. El autor también hizo una reducción para soprano o tenor y piano en 1935.
- Glossa, letra de Maria Antònia Salvà.
- Himne a San Vicente Ferrer, para una voz y órgano, con letra de Josep Maria Bayarri.
- Himno en Pekín (1971), para cuatro voces mixtas, dedicado al barrio suburbial de Pekín (Barcelona).
- Madrigal, letra de Mariano Manent.
- El que diu una cançó, letra de Llorenzo Riber.
- Toda Pulchra es Maria (1943), motete a tres voces iguales.
- La Verge ressuscitada: Poema (1950), para tres voces de hombre y órgano, letra de Fortià Solà.
- Visió de Montserrat: poema coral a veus mixtes (1946), letra de Josep Maria Rovira.